# Mario Kassar
Mario F. Kassar (en árabe: ماريو قصار, nacido el 10 de octubre de 1951 en Beirut, del Líbano) es un productor de cine y ejecutivo de la industria de la producción.
En 1976 fundó Carolco Pictures junto a Andrew G. Vajna, y a partir de 1981 comenzó a trabajar para Columbia Pictures y TriStar Pictures como productor ejecutivo, donde logró grandes éxitos filmográficos como Jacob's Ladder, Total Recall, Terminator 2 o Basic Instinct, así como los tres primeros films de la saga Rambo. En 1989, Vajna dejó la empresa para crear Cinergi Pictures, por lo que Carolco Pictures perteneció por completo a Kassar hasta su bancarrota en 1996, tras los grandes fracasos de La isla de las cabezas cortadas y Showgirls. Para continuar la franquicia Terminator, Kassar y Vajna se unieron de nuevo para crear C2 Pictures en 2002 con los restos de Carolco y Cinergi.

## Filmografía como productor ejecutivo
- The Amateur (1981).
- Victory (1981).
- First Blood (1982).
- Superstition (1982).
- Rambo: First Blood Part II (1985).
- Extreme Prejudice (1987).
- Angel Heart (1987).
- Red Heat (1988).
- Rambo III (1988).
- Johnny Handsome (1989).
- DeepStar Six (1989).
- Jacob's Ladder (1990).
- Testigo accidental (1990).
- Air America (1990).
- Total Recall (1990).
- Mountains of the Moon (1990).
- Rambling Rose (1991).
- Terminator 2: el juicio final (1991).
- The Doors (1991).
- L.A. Story (1991).
- Chaplin (1992).
- Soldado Universal (1992).

- Basic Instinct (1992).
- Light Sleeper (1992).
- El cielo y la tierra (1993).
- Cliffhanger (1993).
- Stargate (1994).

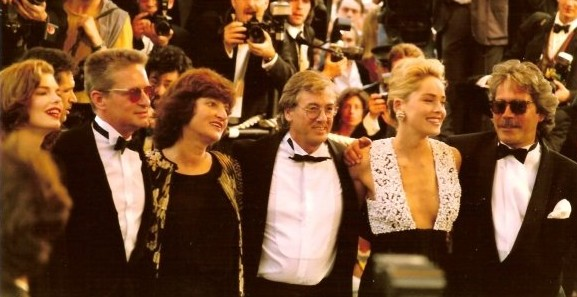
Jeanne Tripplehorn, Michael Douglas, Martine Tours y su esposo Paul Verhoeven, Sharon Stone y Mario Kassar en la presentación de Basic Instinct durante la edición de 1992 del Festival de Cannes.

- La isla de las cabezas cortadas (1995).
- Showgirls (1995).
- Last of the Dogmen (1995).
- Lolita (1997).

Como C2 Pictures
- Soy espía (2002).
- Terminator 3: La rebelión de las máquinas (2003).
- Basic Instinct 2 (2006).
- Terminator: The Sarah Connor Chronicles (2008).
- Terminator Salvation (2009).
- Negative Space (2009).